# Зоряна палата (фільм)
«Зоряна палата» (англ. The Star Chamber) — американський трилер 1983 року.

## Сюжет
Суддя Стівен Гардін змушений винести виправдувальний вирок злочинцеві через те що поліцейські недотрималися юридичних формальностей, хоча сумнівів в його винності немає. Досвідчений суддя Бен Колфілд розповідає Стівену про те, що існує секретна організація суддів, яка вершить правосуддя над такими злочинцями, які уникли кримінального покарання. Кофілд пропонує Стівену стати членом таємного товариства.

## У ролях
| Актор              | Роль                    |
| ------------------ | ----------------------- |
| Майкл Дуглас       | суддя Стівен Гардін     |
| Гел Голбрук        | суддя Бенджамін Колфілд |
| Яфет Котто         | детектив Гаррі Лоус     |
| Шерон Глесс        | Емілі Гардін            |
| Джеймс Сіккінг     | доктор Гарольд Левін    |
| Джо Регалбуто      | Артур Кумс              |
| Дон Келфа          | Лоуренс Монк            |
| Джон ДіСанті       | детектив Джеймс Вікман  |
| Девейн Джессі      | Стенлі Флауерс          |
| Джек Кехо          | Гінгл                   |
| Ларрі Генкін       | детектив Кеннет Вігган  |
| Дік Ентоні Вільямс | детектив Пол Маккей     |
| Марджи Імперт      | Луїза Пачінні           |
| Дена Гладстоун     | Мартін Гайатт           |
| Девід Провел       | офіцер Нельсон          |
| Робін Геммел       | суддя Арчер             |
| Метью Фейзон       | суддя Стоунер           |
| Фред Маккаррен     | Роберт Каррас           |
| Майкл Інсайн       | суддя Кіркланд          |
| Джейсон Бернард    | суддя Бочо              |
| Джеррі Тафт        | суддя Фогельсон         |
| Майкл Остін        | суддя Ланг              |
| Шелдон Фелднер     | суддя Джеймс Калхейн    |
| Джеймс Марголін    | Альберт Р. Бімер        |
| Гексін Е. МакФі    | Марвін Девсон           |
| Діана Дуглас       | Едріан Колфілд          |
| Кіт Баклі          | вбивця                  |
| Домінго Амбріс     | Гектор Андухар          |
| Френсіс Берген     | місіс Каммінс           |
| Чарлі Ставола      | детектив Саркін         |
| Роберт Костанцо    | сержант Спота           |